# National Association for Research & Therapy of Homosexuality
National Association for Research & Therapy of Homosexuality (NARTH), före detta National Association for Research and Treatment of Homosexuality, är en förening som påstår sig erbjuda terapi och andra metoder för att ändra den sexuella läggningen hos individer som upplever icke önskad sexuell attraktion till personer av samma kön som de själva. De är också en del av "ex-gay rörelsen". Föreningen grundades 1992 av Joseph Nicolosi, Benjamin Kaufman och Charles Socarides. Dess huvudkontor ligger i Encino, Kalifornien, vid Thomas Aquinas psykologiska klinik. NARTH ledare menar att homosexualitet är en sjukdom.

## Presidents Award (vissa år under namnet "Sigmund Freud Award")
NARTH ger sedan 1996 ut ett pris till forskare/opinionsbildare inom NARTH:s intresseområde. Priset kallas omväxlande för "Sigmund Freud Award," och "President Award"
Enligt svar på emailförfrågan till NARTH, för att styrelsen på NARTH ville ha något mindre psykoanalytiskt, och mer generellt pris. (de verkar inte kalla det "Sigmund Freuds Award" när det inte är psykologer som vinner det, numera kallas dock inget pris för det utan alla går under samma benämning, även tidigare), det är inte ett årligt pris, även om det utdelats de flesta år på deras kongresser.
| Mottagare Presidents Award (vissa år kallat Sigmund Freud Award) | Mottagare Presidents Award (vissa år kallat Sigmund Freud Award) | Mottagare Presidents Award (vissa år kallat Sigmund Freud Award) | Mottagare Presidents Award (vissa år kallat Sigmund Freud Award) |
| namn                                                             | år                                                               | motivering | notering |
| ---------------------------------------------------------------- | ---------------------------------------------------------------- | --- | --- |
| Abraham Freedman                                                 | 1996                                                             | Therapeutic Attitude in the Treatment of Male Homosexuals | – |
| Eleanor Galenson, M.D. (dog 2011, 94 år)                         | 1997                                                             | - | – |
| Harold Voth, M.D. (dog 2003, 80 år)                              | 1998                                                             | - | Var medlem i NARTH:s styrelse |
| Loretta Loeb, M.D. (dog 2012, 79 år)                             | 1999                                                             | - | Själv medlem av NARTH:s "vetenskapliga rådgivningskommitee" |
| George Rekers                                                    | 2000                                                             | clinical works on childhood gender-identity disorder | Före detta NARTH styrelsemedlem, Avgick från NARTH 2010 sedan han upptäcktes ha hyrt en manlig eskort från en sexsite i två veckor, för att "hjälpa att bära väskor" enligt George Rekers. Enligt eskortpersonen för utförd sex. |
| Richard Fitzgibbons                                              | 2001                                                             | for his prolific writings and work in the field of reorientation therapy | Själv medlem av NARTH:s "vetenskapliga rådgivningskommitee" |
| Warren Throckmorton                                              | 2002                                                             | ? | Sedan 2006 då han uteblev från ett möte i protest mot ett accepterande av ett rasistisk uttalande (enligt honom) av Gerald Schoenewolf i NARTH:s vetenskapligt rådgivande kommitté, har han nu tagit avstånd från NARTH och är mycket kritisk mot många av organisationens påståenden, bland annat påstår han att mycket få kan ändra sig, och att homosexuell läggning oftare förklaras biologiskt än av omgivningen. |
| Christopher Rosik, M.D.                                          | 2003                                                             | - | Själv medlem av NARTH:s "vetenskapliga rådgivningskommitee" |
| Robert L. Spitzer                                                | 2004                                                             | research on the ability of gay people to modify sexual orientation. | nekade att acceptera priset, har sagt att han misstolkade data och har bett om ursäkt för påståendet, och har även beklagat att det används av exgaygrupper |
| Nicholas Cummings, Ph.D. (var APA ordförande året 1979)          | 2005                                                             | - | – |
| Benjamin Kaufman, M.D.                                           | 2006                                                             | - | En av grundarna av NARTH |
| Stanton L. Jones, Ph.D.                                          | 2007                                                             | - | - |
| Dr. Robert Perloff, (var APA ordförande året 1985)               | 2008                                                             | “För hans röst av förnuft, hans kamp för sina klienters själv-beslutsamhet och oberoende för klienten, och hans orubbliga stöd för de som söker psykologisk hjälp för oönskade homosexuella attraktioner" | – |
| Joseph Nicolos, Ph.D.                                            | 2009                                                             | - | En av grundarna av NARTH |
| Michel Lizotte, M.A. (Kanadensisk Journalist)                    | 2011                                                             | "för det goda arbete han gjort på ämnet homosexualitet" | Tidigare vinnaren Warren Throckmorton kommentar |